# Apneumonella oculata
Espèce
Apneumonella oculata est une espèce d'araignées aranéomorphes de la famille des Telemidae.

## Distribution
Cette espèce est endémique de Tanzanie.

## Publication originale
- Fage, 1921 : Sur quelques araignées apneumones. Comptes rendus de l'Académie des sciences, vol. 172, p. 620-622 (texte intégral).